# Перекрытая щель
Перекрытая щель — простейшее укрытие для военнослужащих на поле боя, является развитием открытой щели.
Состоит из отрезка траншеи глубиной в среднем 150 см и перекрытия, изготовленного, как правило, из подручных материалов. В качестве перекрытия могут использоваться доски, листы металла, стволы деревьев и т.п., сверху перекрытие засыпается слоем грунта. Данное сооружение защищает от пуль, осколков снарядов и авиабомб, прямых попаданий подствольных и ручных гранат, артиллерийских мин калибром до 50 мм, снарядов калибром до 45 мм.
Снижает эффективность поражения личного состава при ядерном взрыве. Уменьшает поражающее действие ударной волны (в 3-4 раза уменьшается радиус сплошного поражения), полностью защищает от светового излучения ядерного взрыва, снижает уровень радиоактивного облучения в 10-12 раз. Не является герметичным сооружением и не защищает от поражающего действия химического и биологического оружия, радиоактивной пыли и осадков.
Объём вынутого грунта составляет в среднем 13.5 м³, трудоёмкость 20-28 человеко-часов. В ряде случаев может оснащаться нарами на 1-2 человека и печкой, становясь местом отдыха личного состава.
Щели, и другие укрытия строит население поблизости от жилья с момента объявления «Угрожаемого положения», то есть с начала войны. Для строительства выбирают сухие возвышенные места в садах, больших дворах, скверах, на огородах, пустырях. Во избежание завалов щели, как и другие укрытия, располагают не рядом с домами, а в отдалении от них, на расстоянии, составляющем примерно половину высоты ближайшего дома.